# CodingTeam
CodingTeam est un projet de forge libre écrite en PHP (avec quelques utilisations de Bash), née en mars 2005.
La première version publique est sortie le 22 juin 2007, il s'agit de la 0.42.
La forge est distribuée sous les termes de la GNU Affero General Public License (version 3) depuis la version 0.9 du 10 décembre 2008. La forge a été arrêtée en 2019.

## Philosophie du projet
L'accessibilité est au centre des préoccupations des développeurs. Ainsi, les pages sont générées au format XHTML 1.0 Strict et l'interface homme-machine est bien plus simple que celle des autres forges afin de garantir une utilisation intuitive et rapide.
Au début, le but principal était non seulement d'offrir une interface de gestion simple mais aussi en français. Depuis la sortie de la première version publique, le logiciel est devenu multilingue (anglais et français).
Il convient de distinguer le logiciel CodingTeam de CodingTeam.net. En effet, le logiciel CodingTeam permet de déployer une forge tandis que la forge CodingTeam.net, reposant sur ce même logiciel, est une forge gratuite et publique. Elle n'accepte que les projets de logiciel libre et permet aux développeurs de la communauté de bénéficier de la forge.

## Première version publique: 0.42
La première version publique de CodingTeam fut publiée sous la licence GNU GPLv2.
Elle permettait déjà à chaque projet de disposer d'un espace de téléchargement, d'un wiki rudimentaire, d'un système d'actualité, d'un dépôt Subversion, d'un suivi des bugs, d'une liste d'objectifs, de la traduction en ligne et d'un espace de discussion.

## Nouvelle branche
Après la 0.42, le code a été complètement réécrit afin de donner naissance à une nouvelle branche.

### 0.9
Cette version se caractérisait principalement par le fait que le code avait été entièrement réécrit (le code de la précédente version étant difficilement maintenable). De même, l'intégration de Jabber (via les statuts, les avatars et les salons de discussion), de Subversion (via un explorateur et la gestion automatisée) et du support de l'API OpenForge 0.1 constituaient des points importants de cette version.

### 0.9.1
La pénultième version publiée est la 0.9.1. Elle utilise un moteur de template basé sur la syntaxe alternative de PHP. Cette nouvelle version apporte plusieurs nouvelles fonctionnalités au niveau de la confidentialité (gestion des projets privés ou obligation d'utiliser un compte pour accéder à la forge), au niveau technique (un message de commit peut résoudre un bug automatiquement) ou au niveau de l'usage quotidien (possibilité pour les anonymes de rapporter un bug, améliorations sur la timeline et l'explorateur de code source).